# فيليس روز
فيليس روز (بالإنجليزية: Phyllis Rose)‏ هي ناقدة أدبية وصحفية وكاتِبة أمريكية، ولدت في 26 أكتوبر 1942.

## وصلات خارجية
- فيليس روز على موقع أرشيف الشارخ.